# Manganlotharmeyerit
Manganlotharmeyerit ist ein sehr selten vorkommendes Mineral aus der Mineralklasse der „Phosphate, Arsenate und Vanadate“. Er kristallisiert im monoklinen Kristallsystem mit der chemischen Zusammensetzung Ca(Mn3+,□,Mg)2{AsO4,[AsO2(OH)2]}2(OH,H2O)2 und ist damit chemisch gesehen ein wasserhaltiges Calcium-Mangan-Magnesium-Arsenat mit einem variablen Anteil an zusätzlichen Hydroxidionen.
Manganlotharmeyerit entwickelt an seiner Typlokalität gestreckt-plattige Kristalle und Aggregate bis zu 1 mm Länge, die häufig subparallel miteinander verwachsen sind. Klar durchsichtige, optisch homogene Mineralkörner weisen keine Kristallflächen auf. Die Typlokalität des Minerals ist die in triassischen Plattformcarbonaten sitzende Mangan-Eisen-Lagerstätte der Grube „Starlera“ bei Ferrera GR im Val Ferrera, Hinterrhein, Graubünden, Schweiz.

## Etymologie und Geschichte

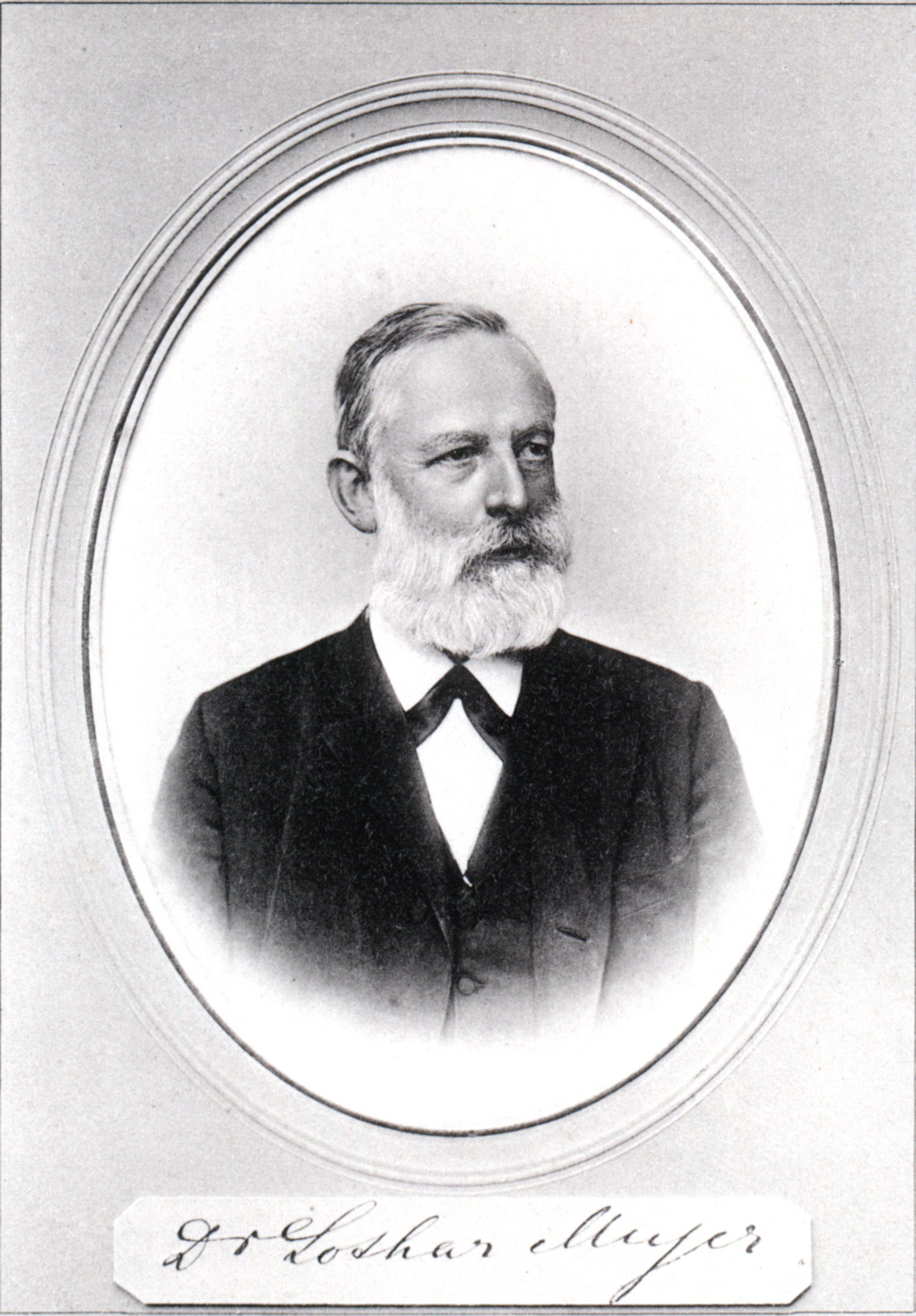
Julius Lothar von Meyer – Namenspatron für Lotharmeyerit und den verwandten Manganlotharmeyerit

Nachdem Ende der 1990er Jahre in zentimeter- bis dezimetermächtigen, offenen Klüften in massivem Brauniterz der Grube „Starlera“ ein unbekanntes Mineral entdeckt wurde, stellten bereit erste Untersuchungen sicher, dass es sich um eine dem Lotharmeyerit sehr ähnliche Mineralphase und damit um einen neuen Vertreter der Tsumcoritgruppe handelt. Nach umfangreichen weiteren Untersuchungen wurde diese neue Mineralphase der International Mineralogical Association (IMA) vorgelegt, die es im Jahre 2001 anerkannte. Im Jahre 2002 wurde das Mineral von einem internationalen Wissenschaftlerteam um den schweizerisch-australischen Mineralogen Joël Brugger sowie Sergey V. Krivovichev, Uwe Kolitsch, Nicolas Meisser, Michael Andrut, Stefan Ansermet und Peter C. Burns im kanadischen Wissenschaftsmagazin „The Canadian Mineralogist“ als Manganlotharmeyerit beschrieben. Die Autoren benannten das Mineral aufgrund seiner Verwandtschaft mit Lotharmeyerit und der Dominanz von dreiwertigem Mangan Mn3+ auf der Me(2)-Position.
Das Typmaterial für Manganlotharmeyerit wird unter den Katalognummern MGL #54000 (Holotyp) und MGL #54014 (Cotyp) in der „Sammlung des Musée cantonal de géologie de Lausanne“ in Lausanne in der Schweiz aufbewahrt.
Lotharmeyerit-Kristalle aus der „Mina Ojuela“ bei Mapimí, Municipio de Mapimí, Durango, Mexiko, die bereits im Jahre 1984 von Anthony R. Kampf, James E. Shigley und George R. Rossman beschrieben wurden, haben sich im Verlaufe der Arbeiten, die zur Entdeckung des Manganlotharmeyerits führten, ebenfalls als Manganlotharmeyerit erwiesen. Da die Manganlotharmeyerit-Kristalle aus der „Mina Ojuela“ in zwar kleinen, aber deutlich ausgebildeten Kristallen auftreten, stammen die meisten morphologischen Ergebnisse aus der Untersuchung dieses Materials.

## Klassifikation
Die aktuelle Klassifikation der International Mineralogical Association (IMA) zählt den Manganlotharmeyerit zur Tsumcoritgruppe mit der allgemeinen Formel Me(1)Me(2)2(XO4)2(OH,H2O)2, in der Me(1), Me(2) und X unterschiedliche Positionen in der Struktur der Minerale der Tsumcoritgruppe mit Me(1) = Pb2+, Ca2+, Na+, K+ und Bi3+; Me(2) = Fe3+, Mn3+, Cu2+, Zn2+, Co2+, Ni2+, Mg2+ und Al3+ und X = As5+, P5+, V5+ und S6+ repräsentieren. Zur Tsumcoritgruppe gehören neben Manganlotharmeyerit noch Cabalzarit, Cobaltlotharmeyerit, Cobalttsumcorit, Ferrilotharmeyerit, Gartrellit, Helmutwinklerit, Kaliochalcit, Krettnichit, Lotharmeyerit, Lukrahnit, Mawbyit, Mounanait, Natrochalcit, Nickellotharmeyerit, Nickelschneebergit, Nickeltsumcorit, Phosphogartrellit, Rappoldit, Schneebergit, Thometzekit, Tsumcorit, Yancowinnait und Zinkgartrellit. Manganlotharmeyerit bildet zusammen mit Cabalzarit (Me(2) = Mg), Cobaltlotharmeyerit (Co), Ferrilotharmeyerit (Fe3+), Lotharmeyerit (Zn) und Nickellotharmeyerit (Ni) die nach Lotharmeyerit benannte „Lotharmeyerit-Untergruppe“.
In der mittlerweile veralteten, aber noch gebräuchlichen 8. Auflage der Mineralsystematik nach Strunz gehörte der Manganlotharmeyerit zur Mineralklasse der „Phosphate, Arsenate und Vanadate“ und dort zur Abteilung der „Wasserhaltigen Phosphate ohne fremde Anionen“, wo er zusammen mit Cabalzarit, Cobaltlotharmeyerit, Cobalttsumcorit, Ferrilotharmeyerit, Gartrellit, Helmutwinklerit, Krettnichit, Lotharmeyerit, Lukrahnit, Mawbyit, Mounanait, Nickellotharmeyerit, Nickelschneebergit, Phosphogartrellit, Rappoldit, Schneebergit, Thometzekit, Tsumcorit und Zinkgartrellit die „Tsumcorit-Gartrellit-Gruppe“ mit der System-Nr. VII/C.31 bildete.
Die seit 2001 gültige und von der International Mineralogical Association (IMA) verwendete 9. Auflage der Strunz’schen Mineralsystematik ordnet den Manganlotharmeyerit ebenfalls in die Abteilung der „Phosphate usw. ohne zusätzliche Anionen; mit H2O“ ein. Diese ist allerdings weiter unterteilt nach der relativen Größe der beteiligten Kationen und dem Stoffmengenverhältnis von Phosphat-, Arsenat- bzw. Vanadat-Komplex zum Kristallwassergehalt, so dass das Mineral entsprechend seiner Zusammensetzung in der Unterabteilung „Mit großen und mittelgroßen Kationen; RO4 : H2O = 1 : 1“ zu finden ist, wo es zusammen mit Cabalzarit, Cobaltlotharmeyerit, Cobalttsumcorit, Ferrilotharmeyerit, Krettnichit, Lotharmeyerit, Mawbyit, Mounanait, Nickellotharmeyerit, Nickelschneebergit, Schneebergit, Thometzekit und Tsumcorit die „Tsumcoritgruppe“ mit der System-Nr. 8.CG.15 bildet.
Auch die vorwiegend im englischen Sprachraum gebräuchliche Systematik der Minerale nach Dana ordnet den Manganlotharmeyerit in die Klasse der „Phosphate, Arsenate und Vanadate“ und dort in die Abteilung der „Wasserhaltigen Phosphate etc.“ ein. Hier ist er in der „Roselith-Untergruppe (Monoklin: P21/c)“ mit der System-Nr. 40.02.03 und den weiteren Mitgliedern Brandtit, Roselith, Wendwilsonit und Zinkroselith innerhalb der Unterabteilung „Wasserhaltige Phosphate etc., mit A2+(B2+)2(XO4) × x(H2O)“ zu finden.

## Chemismus
Sechs Mikrosondenanalysen an Manganlotharmeyerit ergaben Mittelwerte von 0,67 % V2O5; 53,41 % As2O5; 3,95 % MgO; 16,70 % Mn2O3; 12,42 % CaO; 0,91 % Fe2O3; 1,07 % NiO und 8,84 % H2O (berechnet) sowie kleinere Mengen (< 1 Gew.-%) an Al2O3, SrO, Na2O, CoO und ZnO. Unter Voraussetzung einer vollständigen Besetzung der tetraedrischen Positionen (As + V = 2), der Annahme, dass für jede Me(2)-Leerstelle (Vakanz) eine [AsO4]3−-Gruppe durch eine [AsO2(OH)2]−-Gruppe ersetzt wird sowie auf der Basis von zehn Sauerstoffatomen errechnete sich aus ihnen die empirische Formel (Ca0,94Sr0,01Na0,01)(Mn3+0,45□0,26Mg0,20Ni0,03Fe0,02Zn0,02Al0,01Co0,01)2(As0,98V0,02)2O10H4,16. Diese wurde auf der Basis der Kristallstruktur zu Ca(Mn3+0,59□0,24Mg2+0,17)2{(AsO4)0,76[AsO2(OH)2]0,24}2[(OH)0,59(H2O)0,41]2 verfeinert und zu Ca(Mn3+,□,Mg)2{AsO4,[AsO2(OH)2]}2(OH,H2O)2 idealisiert.
Der für den Einbau von Leerstellen auf der Me(2)-Position verantwortliche Mechanismus zum Ladungsausgleich kann wie folgt beschrieben werden: {Me3+ + AsO43− + (OH)−}−  → {□ + AsO2(OH)2− + H2O}−.
Die zweiwertigen Kationen Me(2) werden gemäß der folgenden gekoppelten Substitution eingebaut: {Me3+ + (OH)−}−  ↔ {Me2+ + H2O}−.
Manganlotharmeyerit stellt das Mn3+-dominante Analogon zum Zn-dominierten Lotharmeyerit dar, mit dem er eine vollständige Mischkristallreihe bildet. Er ist ferner auch das entsprechende Analogon zum Mg-dominierten Cabalzarit, zum Fe3+-dominiertem Ferrilotharmeyerit, zum Co-dominierten Cobaltlotharmeyerit und zum Ni-dominierten Nickellotharmeyerit.

## Kristallstruktur
Manganlotharmeyerit kristallisiert im monoklinen Kristallsystem in der Raumgruppe C2/m (Raumgruppen-Nr. 12) mit den Gitterparametern a = 9,043 Å; b = 6,2314 Å; c = 7,3889 Å und β = 116,329° sowie zwei Formeleinheiten pro Elementarzelle.
Die Kristallstruktur des Manganlotharmeyerits ist identisch mit der Struktur der anderen Vertreter der Tsumcoritgruppe. Die Me(2)Φ6-Oktaeder (Φ: O2−, OH−, H2O) besitzen gemeinsame Kanten und sind zu in Richtung der b-Achse [010] gestreckten Ketten angeordnet. Diese Ketten sind durch gemeinsame Ecken mit AsO4-Tetraedern miteinander verknüpft und bilden dadurch Schichten mit der Zusammensetzung Me(2)(AsO4)(OH,H2O), die parallel (001) angeordnet sind. Die Topologie dieser Schicht ist identisch mit der im Natrochalcit, NaCu2(SO4)2(H3O2). Die Ca2+-Kationen befinden sich zwischen den Schichten und sorgen für die Verbindung zwischen den Schichten in Richtung der a-Achse [100].
- Die Me(1)-Position ist durch acht Anionen koordiniert. Sie ist vollständig durch Ca besetzt.
- Die Me(2)-Position ist durch sechs Liganden oktaedrisch koordiniert und ist durch Mn3+ besetzt, was auch mit der Jahn–Teller-Verzerrung der oktaedrischen Me(2)-Koordination übereinstimmt. Die verfeinerte Besetzung der Me(2)-Position wurde mit Mn3+0,59Mg2+0,17□0,24 ermittelt.
- In der Mineralen der Tsumcoritgruppe ist die O(1)-Position durch OH−- oder H2O-Gruppen oder beide besetzt, wobei das O(1)-Atom mit zwei Me(2)-Kationen verbunden ist. Die ausschließliche Besetzung der Me(2)-Position mit dreiwertigen Kationen führt dazu, dass die O(1)-Position vollständig mit Hydroxylgruppen besetzt ist, wohingegen die ausschließliche Besetzung der Me(2)-Position mit zweiwertigen Kationen zu einer vollständigen Besetzung der O(1)-Position mit H2O-Molekülen führt.[7] Letzteres tritt auch bei Vakanzen auf der Me(2)-Position ein. Die Besetzung der Me(2)-Position im Manganlotharmeyerit führt zu einer Besetzung der O(1)-Position mit (OH)0,59(H2O)0,41.
- AsO43−-Gruppe: Eine Vakanz auf der Me(2)-Position führt zu einer Erniedrigung der lokalen Symmetrie und zum Ersatz einer AsO43−-Gruppe durch eine [AsO2(OH)2]−-Gruppe. Im Falle des Manganlotharmeyerits führt dies zum Ersatz der AsO43−-Gruppe durch {(AsO4)0,76[AsO2(OH)2]0,24}2,52−.[3]

Manganlotharmeyerit ist isotyp (isostrukturell) zu den monoklinen Vertretern der Tsumcoritgruppe wie Tsumcorit und Natrochalcit und den anderen, oben genannten Vertretern der Lotharmeyerit-Untergruppe.

## Eigenschaften

### Morphologie
Manganlotharmeyerit entwickelt im Material aus der Grube „Starlera“ gestreckt-plattige, zumeist nur durchscheinende Kristalle und Aggregate bis zu 1 mm Länge, wobei häufig subparallele Verwachsungen der Kristalle auftreten. Durchsichtige, optisch homogene Mineralkörner zeigen dagegen keine Kristallflächen.
In der „Mina Ojuela“ bildet Manganlotharmeyerit sich verjüngende, plattig-klingenförmige Kristalle, die entweder als beidseitig determinierte Kristalle von maximal 0,2 mm Länge einzeln auf der Matrix sitzen oder lose miteinander verwachsen sind und dadurch Aggregate bis zu 1 mm Größe ausbilden. Häufig ist das Mineral gut ausgebildeten Adamin-Kristallen auf- oder eingewachsen. Die Plättchen sind typischerweise in Richtung der b-Achse [010] gestreckt. In den meisten Fällen lässt sich an ihnen nur das Basispinakoid {001} identifizieren. Die breite Oberfläche der Plättchen ist annähernd längs in zwei Flächenformen geteilt, die eine deutliche Krümmung sowohl hinsichtlich der b- als auch der c-Achse aufweisen. Betrachtet man diese Flächenformen als parallel zur b-Achse, entsprechen sie ungefähr den Formen {101} und {201}. An den größeren, parallelverwachsenen Kristallen ließen sich auch Endflächen identifizieren, die den Flächenformen {111} und {110} entsprechen. Es existieren Anzeichen für eine Zwillingsbildung nach einer Achse senkrecht zu [010], allgemein ausgedrückt also für eine Verzwillingung nach [h0l].
Die in der nebenstehenden Kristallzeichnung verwendete Form {010} ist jedoch fiktional und an den Kristallen goniometrisch nicht gemessen worden, da diese verrundet sind und sich in Richtung der b-Achse verjüngen. Die eigentlich linsenförmigen Kristalle der „Mina Ojuela“ zeigt die andere Kristallzeichnung, die durch Hinzufügung zahlloser fiktiver Flächenformen entstand.

### Physikalische und chemische Eigenschaften
Die Kristalle des Manganlotharmeyerits sind braunrot bis dunkel rötlichorange, ihre Strichfarbe ist dagegen hellbraun oder blassorange bis gelborange.
Die Oberflächen der durchscheinenden bis durchsichtigen Kristalle weisen einen diamantartigen Glanz auf, was gut mit den Werten für die Lichtbrechung übereinstimmt. An den Kristallen des Manganlotharmeyerits wurden hohe Werte für die Lichtbrechung (nα = 1,785; nβ = 1,814; nγ = 1,854) und ein sehr hoher Wert für die Doppelbrechung (δ = 0,069) identifiziert. Unter dem Mikroskop zeigt das Mineral im durchfallenden Licht einen starken Pleochroismus von X = orangegelb über Y = rotbraun nach Z = gelborange.
Manganlotharmeyerit besitzt eine deutliche Spaltbarkeit parallel {001}, bricht aber aufgrund seiner Sprödigkeit ähnlich wie Amblygonit, wobei die Bruchflächen uneben ausgebildet sind. Mit einer Mohshärte von ≈ 3 gehört das Mineral zu den mittelharten Mineralen und lässt sich wie das Referenzmineral Calcit mit einer Kupfermünze ritzen. Die gemessene Dichte für Manganlotharmeyerit beträgt 3,77 g/cm³, die berechnete Dichte 3,75 g/cm³. Angaben zur Fluoreszenz des Minerals im lang- oder im kurzwelligen UV-Licht fehlen.
Manganlotharmeyerit ist nur schwer in Salzsäure, HCl, löslich.

## Bildung und Fundorte
Manganlotharmeyerit ist ein typisches Sekundärmineral, welches im Gegensatz zu den meisten anderen Vertretern der Tsumcoritgruppe nicht in der Oxidationszone von arsenreichen polymetallischen Buntmetall-Lagerstätten, sondern in retrograd metamorphosierten, syngenetisch-exhalativen Manganerzen entdeckt wurde. Manganlotharmeyerit und die vergesellschaftetenen Arsenatminerale sind dabei das Produkt des letzten Stadiums der Arsen-Mobilisierung aus den triassischen, in Kalksteinen und ähnlichen Carbonatgesteinen (Karbonatplattformen) sitzenden Manganerzen während der alpinen retrograden Metamorphose. Die Typlokalität des Manganlotharmeyerits ist die kleine, auf einer Höhe von 2400 m über dem Meeresspiegel lokalisierte Eisen-Mangan-Lagerstätte Starlera bei Ferrera im Val Ferrera, Hinterrhein, Graubünden, Schweiz, aus der zwischen 1918 und 1920 145 Tonnen Manganerze gefördert worden sind. Die in Carbonaten sitzenden Erze des Val Ferrera weisen eine komplexe geochemische Assoziation mit Fe–Mn–(Ba, V, As, Sb, Be, W, REE) auf, die hauptsächlich auf ihre syngenetische, exhalative Bildung sowie ihre Lage über einem granitreichen kontinentalen Grundgebirge zurückzuführen sind. Parageneseminerale des Manganlotharmeyerits in der Grube „Starlera“ sind Calcit, Tilasit und Sailaufit.
Interessanterweise wurde das Mineral auch in Buntmetalllagerstätten nachgewiesen. Dazu zählt die „Mina Ojuela“ in Mexiko, wo sich das Mineral in Form von Krusten auf einer Matrix aus derben Manganoxiden fand, die aus Kryptomelan und Chalkophanit besteht. Begleitminerale sind hier Adamin und das anfangs ebenfalls für Sailaufit gehaltene Mangan-dominante Analogon von Arseniosiderit, bei dem es sich aber um ein anderes Mineral handeln soll.
Als sehr seltene Mineralbildung konnte Manganlotharmeyerit bisher (Stand 2018) erst von drei Fundstellen beschrieben werden. Neben der Typlokalität der Grube „Starlera“ sind dies der Erzschlot „San-Judas“ der „Mina Ojuela“ bei Mapimí, Municipio de Mapimí, Bundesstaat Durango, Mexiko, sowie auch der „Lugaro“ (Sammelgebiet) „La Cigueña“ desselben Bergwerks.
Schließlich ist Manganlotharmeyerit auch aus einem Stollen der alten, heute auflässigen Silber-Cobalt-Grube der „Mina Jote“ im Bergbaudistrikt Pampa Larga bei Tierra Amarilla, Provinz Copiapó, Región de Atacama, Chile, identifiziert worden.
Vorkommen von Manganlotharmeyerit in Deutschland oder in Österreich sind damit nicht bekannt.

## Verwendung
Aufgrund seiner Seltenheit ist Manganlotharmeyerit nur für den Mineralsammler von Interesse.